# Artaserse (Bach)
Artaserse è un dramma per musica in tre atti del compositore tedesco Johann Christian Bach su libretto di Pietro Metastasio, prima opera del compositore. L'opera fu rappresentata per la prima volta il 26 dicembre 1760 al Teatro Regio di Torino con Carlo Nicolini e Gaetano Guadagni.

## Personaggi
| Personaggi                                                  | Tipologia vocale   | Primi interpreti, 26 dicembre 1760. Direttore: Giovanni Battista Somis |
| ----------------------------------------------------------- | ------------------ | ---------------------------------------------------------------------- |
| Artaserse (Principe, poi re di Persia, ed amante di Semira) | Soprano castrato   | Carlo Nicolini                                                         |
| Mandane (Sorella d'Artaserse, ed amante d'Arbace)           | soprano            | Maddalena Parigi                                                       |
| Artabano (Prefetto delle Guardie Reali)                     | tenore             | Pietro De Mezzo                                                        |
| Arbace (amico d'Artaserse, ed amante di Mandane)            | contralto castrato | Gaetano Guadagni                                                       |
| Semira (Sorella d'Arbace, ed amante di Artaserse)           | soprano            | Teresa Mazzoli                                                         |
| Megabise (Generale dell'armi, e Confidente d'Artabano)      | soprano castrato   | Antonio Gotti                                                          |